# Deudorix subguttata
Deudorix subguttata is een vlinder uit de familie van de Lycaenidae. De wetenschappelijke naam van de soort is voor het eerst gepubliceerd in 1893 door Henry John Elwes.

## Verspreiding
De soort komt voor in Myanmar, Thailand, Maleisië, Indonesië (Sumatra) en Singapore.

## Ondersoorten
- Deudorix subguttata subguttata (Elwes, 1893) (Myanmar, Thailand)
  - = Virachola subguttata subguttata (Elwes, 1893)
- Deudorix subguttata malaya (Pendlebury & Corbet, 1933) (Thailand, West-Maleisië, Sumatra, Borneo, Singapore)
  - = Virachola malaya Pendlebury & Corbet, 1933